# Thione australis
Thione australis es una especie de coleóptero de la familia Monotomidae.

## Distribución geográfica
Habita en Queensland (Australia).